# Crilù/No words
Crilù è un brano musicale scritto da Silvio Testi, Franco Miseria, Marco Colucci e Cashin, interpretato dalla ballerina e cantante Heather Parisi nel 1984.
È stato la sigla del varietà Fantastico 5, condotto da Pippo Baudo, la stessa Parisi ed Eleonora Brigliadori, su Rai 1.
Pubblicata come singolo, risulta un successo di vendita: in Italia ottiene il disco d'oro, come era già successo a Disco Bambina e Cicale, sigle di precedenti edizioni del programma del sabato sera cantate dalla Parisi, toccando la terza posizione dei singoli più venduti e la ventiseiesima posizione annuale.

## Versioni internazionali
Il brano è stato ristampato l'anno successivo per il mercato internazionale in una versione mash-up con il brano di Murray Head One Night in Bangkok, con il titolo Crilù in Bangkok. Venne tradotto anche in spagnolo, come sigla del varietà televisivo, Vip 92, trasmesso in Spagna su Telecinco nel 1992.

## Tracce
Lato A
- Crilù - (Silvio Testi, Franco Miseria, Marco Colucci e Cashin)

Lato B
- No Words - (Silvio Testi, Franco Miseria, Marco Colucci e Cashin)